# Perasia optabilis
Perasia optabilis là một loài bướm đêm trong họ Noctuidae.